# Aeroporto de Auckland
O Aeroporto de Auckland (IATA: AKL, ICAO: NZAA) é o maior e mais movimentado aeroporto da Nova Zelândia, com mais de 21 milhões de passageiros no ano encerrado em março de 2019. O aeroporto está localizado próximo de Mangere, um subúrbio a oeste da cidade de Manukau, e está à 21 km ao sul da área central de Auckland. É o principal centro de operações doméstico e internacional da companhia aérea Air New Zealand.
O aeroporto é um dos ativos de infraestrutura mais importantes da Nova Zelândia, proporcionando milhares de empregos para a região. Em 2000, o aeroporto de Auckland recebeu 71% dos pousos e decolagens de passageiros aéreos internacionais na Nova Zelândia. É um dos únicos dois aeroportos comerciais na Nova Zelândia (o outro sendo Christchurch) capaz de receber aeronaves Boeing 747 e Airbus A380.
Tem uma capacidade de cerca de 45 movimentos de voo por hora, usando uma única pista que possui sistema de pouso por instrumentos de categoria III B (a uma taxa reduzida de movimentos). Em novembro de 2007 foram iniciadas as obras de uma nova pista a norte, a ser construída em várias etapas e a ser utilizada principalmente por aeronaves de menor porte, aumentando a capacidade da pista principal. O projeto foi suspenso por pelo menos 12 meses em outubro de 2009, entretanto, e adiado por mais alguns anos em agosto de 2010, após consulta às companhias aéreas e uma revisão das opções de gerenciamento de capacidade. O momento do reinício da construção da segunda pista será determinado pela demanda em relação à capacidade da pista existente. A previsão é de que a segunda pista seja concluída em 2025.